# Челмужское общество
Челмужское общество — сельское общество, входившее в состав Даниловской волости Повенецкого уезда Олонецкой губернии.
Общество объединяло населённые пункты, расположенные возле деревни Челмужи, на реке Немина и на территориях, прилегающих ним.
В настоящее время территория общества относится к Медвежьегорскому району Карелии.
Согласно «Списку населённых мест Олонецкой губернии по сведениям за 1905 год» общество состояло из следующих населённых пунктов:
| Номер по порядку | Название населённого пункта                       | Название реки или озера, на котором расположено поселение | Расстояние до уездного города в верстах |
| 4133             | 1. Набосельга                                     | Оз. Набосельгском                                         | 92                                      |
| 4134             | 2. Иссельга                                       | Р. Иссельга                                               | 85                                      |
| 4135             | 3. Маркова горка                                  | Устье р. Немины                                           | 64                                      |
| 4136             | 4. Верховье (Кручиха, Броды, Хухорова и Верховье) | Устье р. Немины                                           | 64                                      |